# Blues in Lehrte
Blues in Lehrte ist ein Open-Air-Musikfestival, das seit 1984 jährlich am ersten Samstag im September in Lehrte stattfindet. Stilrichtung des Festivals ist der Blues. Veranstalter ist der als gemeinnützig anerkannte Verein zur Förderung der Musik- und Jugendkultur – Blues in Lehrte. Der Verein organisiert neben dem jährlichen Bluesfestival in unregelmäßigen Abständen Clubkonzerte im örtlichen Jugendclub und Lichtspielhaus Das Andere Kino sowie Seminare in Zusammenarbeit mit der örtlichen Volkshochschule.

## Geschichte
Die Idee zum Lehrter Bluesfestival entstand bei einem Skandinavienurlaub einiger Lehrter Jugendlicher. Das Festival wird seither von einigen Dutzend Menschen in ehrenamtlicher Arbeit organisiert. Am 1. Juni 2004 wurde der als gemeinnützig anerkannte Verein zur Förderung der Musik- und Jugendkultur – Blues in Lehrte e.V. gegründet. Der Verein wird vom Deutschen Musikrat gefördert.
Am 20. September 2014 wurde das Lehrter Bluesfestival nach regelmäßigen Nominierungen seit 2008 mit dem German Blues Award als bestes Bluesfestival Deutschlands ausgezeichnet.
Zu den Künstlerinnen und Künstlern, die im Lauf der Jahre in Lehrte aufgetreten sind, zählen u. a. Abi Wallenstein, Ana Popović, Blues Company, B. B. & The Blues Shacks, Chris Farlowe, Das dritte Ohr, Eb Davis, Hamburg Blues Band, Aynsley Lister, Maggie Bell, Marius Tilly Band, Miller Anderson, Tim Mitchell, Erja Lyytinen, Oli Brown, Nikki Hill, Richie Arndt, Sidney Ellis, Sven Zetterberg, Thorbjørn Risager sowie Tommy Schneller.
2016 verzeichnete das Festival um die 1300 Besucher.

## Veröffentlichung
- Blues in Lehrte e.V. (Hrsg.): Blues in Lehrte am Rodelberch 25!, mit ca. 300 Fotos, ca. 120 Seiten, Selbstverlag, 2008.[9]